# Sina Kießling
Sina Kießling (* 1979 in Altenburg) ist eine deutsche Schauspielerin.
Sina Kießling studierte von 1999 bis 2003 Schauspiel an der Hochschule für Musik und Theater Rostock.
Seit ihren Festengagements am Theater Heilbronn und am Theater Lübeck arbeitet sie freiberuflich und spielte unter anderem an der Volksbühne Berlin, am
Maxim-Gorki-Theater Berlin, am Schauspielhaus Bochum, am Volkstheater München und am Malmö Stadsteater.
Zu ihren Bühnenrollen zählen unter anderem die Lena in Leonce und Lena unter der Regie von Anna Bergmann am Schauspielhaus Bochum. Unter Bergmanns Regie war sie die Mimi in der Uraufführung von Juliane Kanns Fieber am Maxim-Gorki-Theater, die Irene in Eine Unbekannte aus der Seine am Volkstheater München und in der Bühnenadaption von Ingmar Bergmans Szenen einer Ehe am Theater Lübeck. In Lübeck war sie unter anderem die Lucie in Rio Reiser (Regie: Pit Holzwarth), spielte die Titelrolle der Maria Braun in der Adaption von Fassbinders Die Ehe der Maria Braun, den Gustaf Gründgens in Mephisto (Regie: Michael Wallner) und unter der Regie von Mirja Biel die Marie in Woyzeck und Hovstad in Henrik Ibens Ein Volksfeind. In Schweden spielte sie die Marlene in der Bühnenadaption des Fassbinder-Films Die bitteren Tränen der Petra von Kant. 2018 spielt Sina Kießling am Badischen Staatstheater Karlsruhe die Hedda Gabler in Nora, Hedda und ihre Schwestern.
2014 war Sina Kießling in einer Hauptrolle als Eva an der Seite von Ronald Zehrfeld im Kurzfilm Hundekopftee sowie im Fernsehen unter anderem als Sabina Meister in der Serie Alles Klara zu sehen.